# الدوري المغربي لكرة القدم 1972–73
الدوري المغربي لكرة القدم 1972-1973 هو الموسم 17 من البطولة الوطنية المغربية لكرة القدم . يتنافس خلاله 16 من أفضل الأندية الوطنية المغربية.توج بهذا الموسم فريق النادي القنيطري .